# Verchnětulomskij
Verchnětulomskij (rusky Верхнетуломский) je sídlo městského typu v kolském okrese v Murmanské oblasti v evropské části Ruska. Žije zde 1 240 obyvatel (2024).

## Geografie
Verchnětulomskij se rozkládá při ústí řeky Tuloma do Hornotulamské přehrady, asi 83 km jihozápadně od oblastního města Murmansk.

## Dějiny
První písemná zmínka o území, kde se dnes nachází Verchnětulomskij, pochází z roku 1574. V té době zde žili Sámové. Později se zde začali usazovat účastníci Pugačovova povstání, kteří prchali před pronásledováním, svobodní kozáci a finští osadníci ze Švédského království. Na konci 18. století zde již existovaly tři osady: Notozero (Sámové), Padun (Rusové) a Ristikent (Finové). Obyvatelé vesnic se zabývali pastvou sobů, lovem kožešinové zvěře, těžbou dřeva a rybolovem. Stála zde soukromá kaple, v roce 1918 byla otevřena první škola a od roku 1929 internát pro děti z okolních vesnic. V roce 1933 zde vznikla hydrometeorologická stanice Padun. Ve finské vesnici Ristikent stával luteránský kostel. Ristikent byl v roce 1940 během zimní války zcela evakuován, Finové byli přestěhováni do Finska.
V létě 1961 se poblíž Padunu spojovaly silnice z finského Laponska a poloostrova Kola. Na tomto místě, v horním toku řeky Tuloma, zahájila finská společnost Imatran Voima výstavbu nejvýkonnější podzemní vodní elektrárny v zemi, která byla uvedena do provozu 27. října 1965. V souvislosti s výstavbou elektrárny vznikla i Hotnotulamská přehrada, která zatopila bývalou osadu Ristikent. Současně s výstavbou vodní elektrárny vyrostla osada stavitelů elektrárny (29 dvourodinných domků a fotbalový stadion). V roce 1966 došlo ke sloučení všech osad a sloučení do sídla městského typu, které získalo svůj současný název Verchnětulomskij.
V roce 1963 ve Verchnětulomském vznikla čistírna odpadních vod, která byla v roce 1970 zrekonstruována na systém biologického čištění vody. V srpnu 1973 byla dokončena výstavba nové dvoupatrové střední školy. V srpnu 1974 byla otevřena mateřská škola Romaška pro 280 dětí. V srpnu 1977 otevřela své brány obyvatelům obce městská knihovna a v září 1977 dětská hudební škola. V březnu 1979 byla dokončena nová dvoupatrová budova nemocnice, která se nachází v borovém lese.

## Podnebí
Verchnětulomskij má mírné klima. Zimy jsou středně chladné a dlouhé. Průměrná teplota v lednu je -10 `C. Léto je velmi chladné a krátké. Průměrná teplota v červenci je +12,9 `C.

## Demografie
| Rok  | Populace | Změna |
| ---- | -------- | ----- |
| 1970 | 1 609    | -     |
| 1979 | 2 612    | 1 003 |
| 1989 | 2 797    | 185   |
| 2002 | 2 003    | 794   |
| 2012 | 1 512    | 491   |
| 2016 | 1 289    | 223   |
| 2020 | 1 214    | 75    |
| 2024 | 1 240    | 26    |

## Hospodářství
Kromě Hornotulomské vodní elektrárny formoval obec také Verchnětulomský těžařský závod, který byl největším dřevařským závodem v oblasti, založený ve vesnici Padun již ve 30. letech 20. století. Ve 20. letech 21. století pokračuje těžba a zpracování dřeva prostřednictvím společnosti Priroda Doz LLC.
Od roku 1992 je obec také centrem rybářského průmyslu společnosti Arctic-Salmon LLC. V tunelu vodní elektrárny byla vybudována v hloubce 50 metrů pstruzí farma. Každý rok rybí líheň dodává více než 1 milionů kusů pstruzích plůdků.

## Pamětihodnosti
- Dřevěný pravoslavný Kostel Narození Panny Marie z roku 2009[6]
- Kaple Svatého Jiřího Vítězného postavená v letech 1880-1890
- Vojenský hřbitov (dva hromadné hroby a obelisk) na památku pohraničníků a civilistů, kteří zahynuli při náletu za Velké vlastenecké války

## Galerie

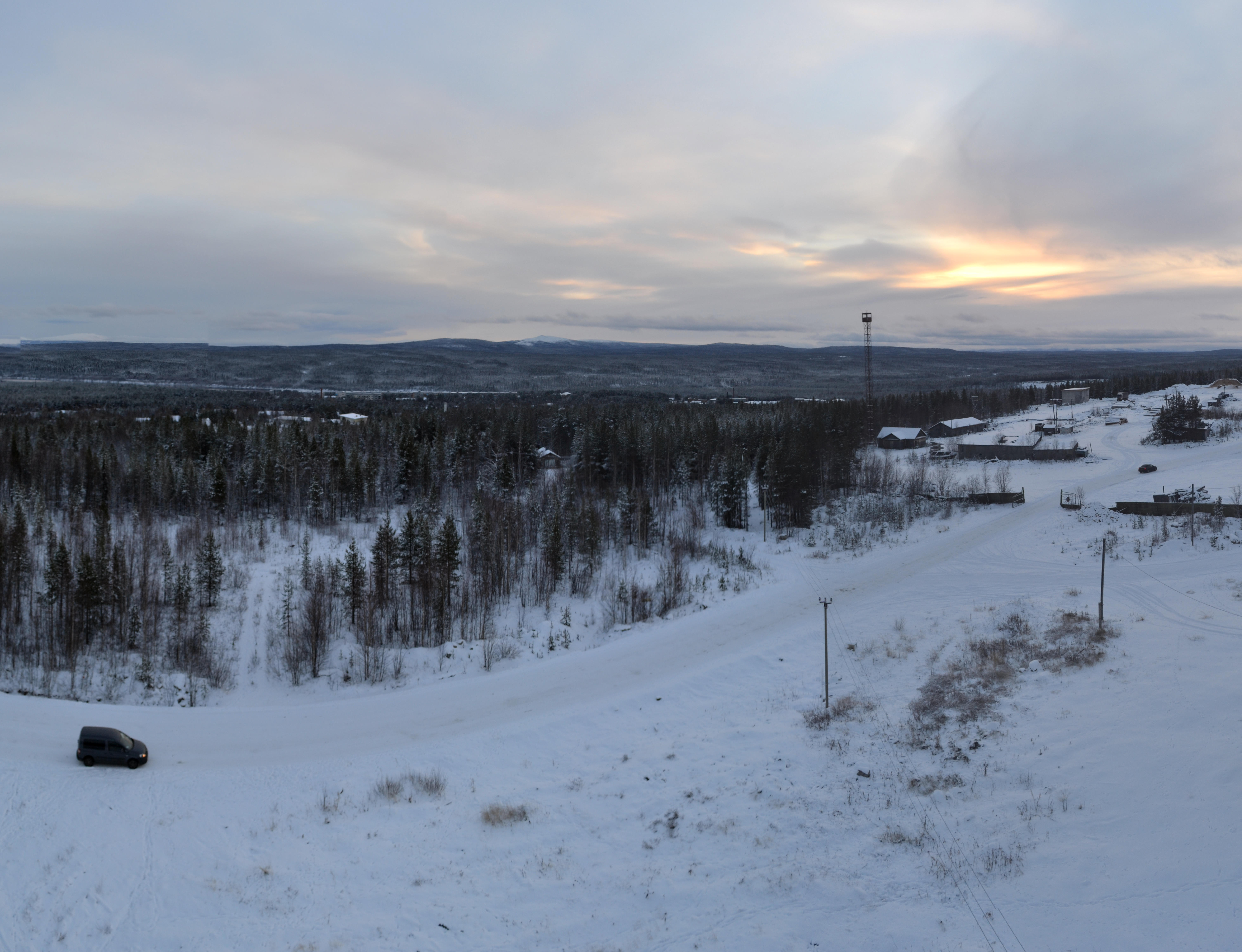
Pohled na Verchnětulomskij (2015)
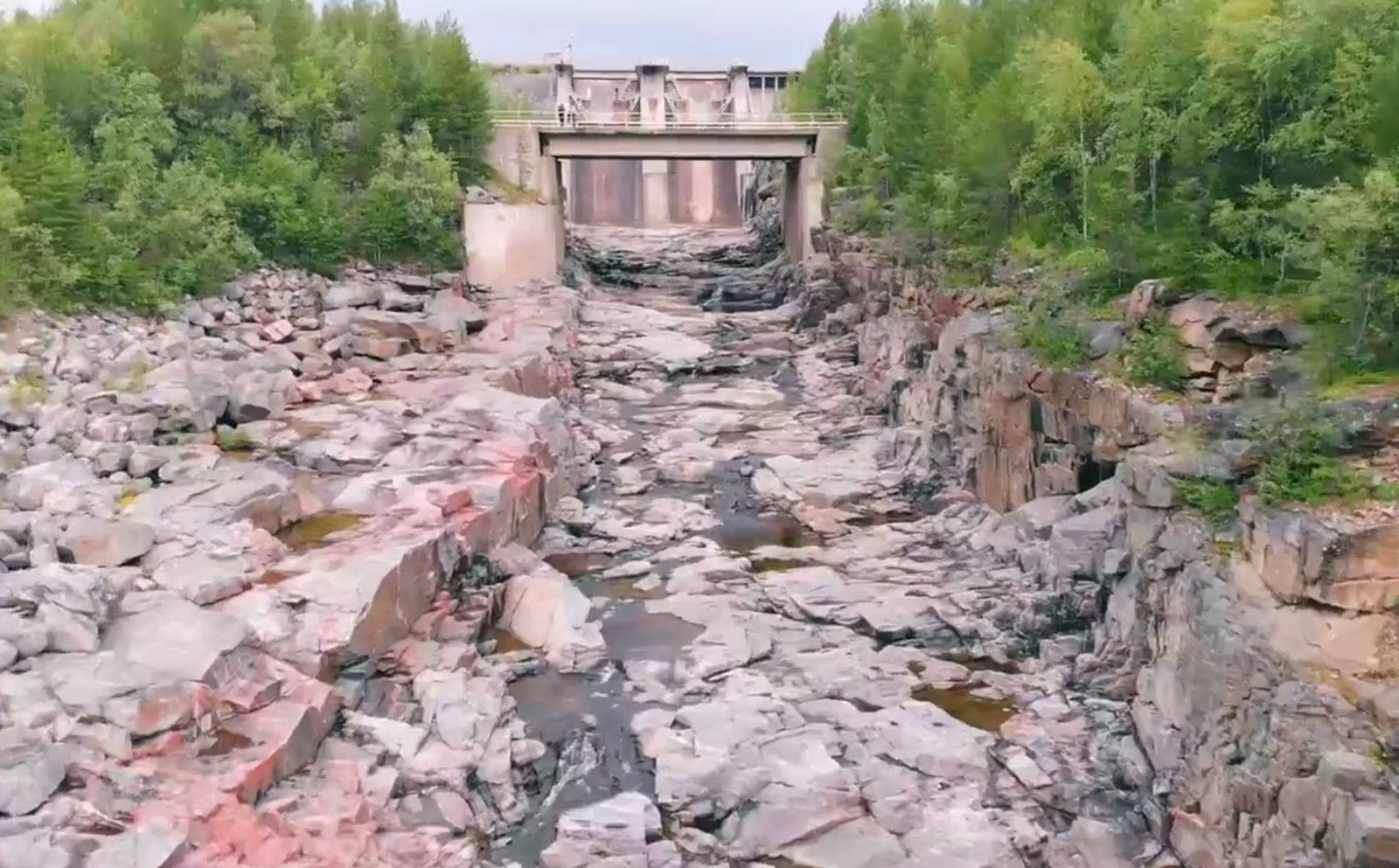
Vodní elektrárna (2021)
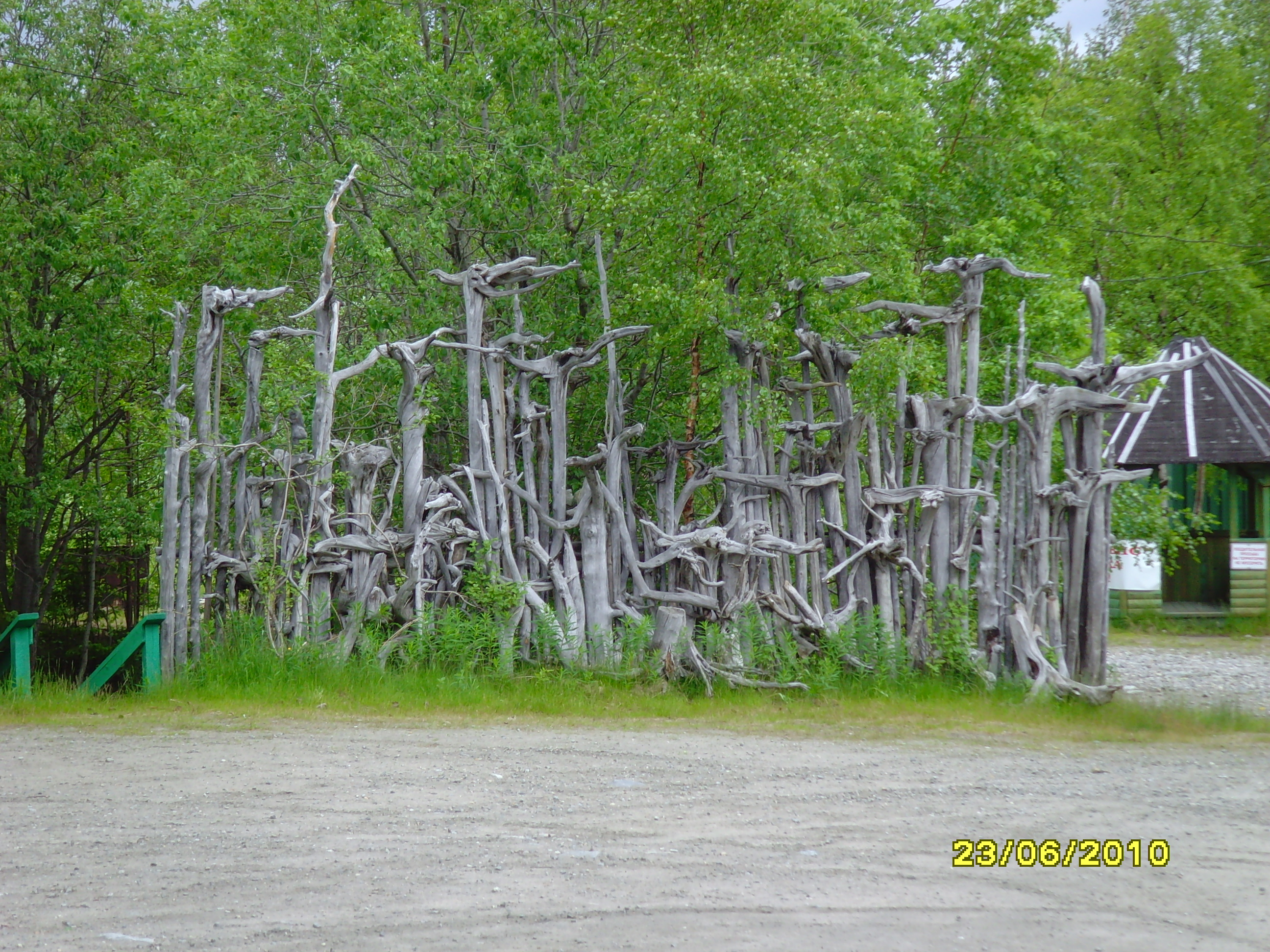
Verchnětulomskij (2010)